# Fábrica de sueños (programa de televisión)
Fábrica de sueños fue un programa familiar peruano conducido principalmente por Gian Piero Díaz y Rossana Fernández-Maldonado y transmitido por ATV. Es un programa de entretenimiento, inspirado en Vale la pena soñar de Mónica Zevallos, que tiene como objetivo realizar ayuda social (es decir, "cumplir sueños"). El programa tiene diversos segmentos realizados por invitados que complementará la meta del cumplir el sueño de una o más personas.
El programa tuvo récords de audiencia al llegar 16 puntos cuando compitió con El valor de la verdad. Según código.pe en 2016, es el tercer programa original del canal con mayor cotización en su pauta publicitaria, además de los más caros en emitirse solo este día.
En el 2016 la conducción se reemplazó por Ismael la Rosa, Virna Flores y Jorge Maggio. En abril de 2017, el programa regresó luego de meses en pausa, nuevamente con la conducción de  Díaz y Fernández-Maldonado, en su última temporada que finalizó el 13 de enero de 2018.

## Temporadas
- La primera temporada empezó el 15 de junio de 2013.
- La segunda temporada empezó el 1º de febrero de 2014.
- La tercera temporada empezó el 4 de enero de 2015.
- La cuarta temporada empezó el 6 de febrero de 2016.
- La quinta temporada y última temporada empezó el 22 de abril de 2017 y finalizó el 13 de enero de 2018.

## Legado
En 2022 Willax contrató a la dupla principal Días Fernández-Maldonado para su programa de temática similar Sorpréndete. Se estrenó el 26 de febrero de 2022 en la misma franja de horario.